# Dengue
Horečka dengue je infekce, kterou způsobuje virus dengue, přenášený komáry. Horečka dengue je také známá jako „horečka lámající kosti“ – může totiž působit lidem takovou bolest, že jim připadá, jako by se jim lámaly kosti. K symptomům nemoci patří horečka, bolesti hlavy, kožní vyrážka podobná spalničkám a bolesti svalů a kloubů. U některých lidí se horečka dengue může rozvinout do jedné ze dvou život ohrožujících forem. První z nich je hemoragická horečka dengue, která způsobuje krvácení a výrazné snížení hladiny krevních destiček (umožňujících srážení krve). Druhou formou je šokový syndrom dengue, který je příčinou nebezpečně nízkého krevního tlaku.
Existují čtyři odlišné typy viru dengue. Jakmile se člověk nakazí jedním druhem viru, obvykle je pak chráněn před tímto typem po zbytek života. Ochranu před ostatními třemi druhy viru mu to však poskytne jen na krátkou dobu. Pokud se později nakazí jedním z nich, je pravděpodobnější, že bude mít vážné zdravotní potíže.
Od dubna 2023 je již na českém trhu k dispozici vakcína. Dále je možné provést opatření, jež mohou infikování člověka zabránit. Lidé se mohou před komáry chránit a snažit se omezit počet štípnutí. Vědci rovněž navrhují zmenšení rozsahu komářích habitatů, což by vedlo ke snížení počtu komárů. Jestliže člověk onemocní horečkou dengue, obvykle se uzdraví pouze díky přijímání dostatečného množství tekutin (pokud jde o mírnou nebo středně těžkou formu nemoci). V případě závažnější formy horečky dengue mohou pacienti potřebovat aplikaci nitrožilního roztoku nebo krevní transfúzi.
Od 60. let 20. století vzrůstá počet lidí, kteří horečkou dengue onemocněli. Nemoc se stala celosvětovým problémem po skončení druhé světové války a dnes je běžná ve více než 110 zemích. Každý rok onemocní touto chorobou asi 50–100 miliónů lidí.
Vědci pracují na vývoji vakcíny a léků, které by působily přímo proti viru dengue.
První záznamy o horečce dengue pocházejí z roku 1779. Na počátku 20. století vědci zjistili, že nemoc způsobuje virus dengue přenášený komáry.

## Příznaky nemoci

Obrázek zachycující symptomy horečky dengue

Kolem 80 % lidí, kteří se nakazí virem dengue, nevykazuje žádné nebo jen mírné symptomy (např. prostá horečka). U přibližně 5 % nakažených osob má nemoc závažnější průběh. Nízký počet nemocných je chorobou ohrožen na životě. Příznaky se projevují mezi 3 a 14 dny poté, kdy byl nemocný viru dengue vystaven, nejčastěji mezi 4. a 7. dnem. Pokud se člověk vrátil z oblasti, kde je horečka dengue běžná, a horečka nebo jiné příznaky se u něj objeví více než 14 dní po návratu, pravděpodobně nejsou způsobeny virem dengue.
Když horečkou dengue onemocní děti, často jsou příznaky totožné se symptomy nachlazení nebo gastroenteritidy (neboli střevní chřipky) jako je zvracení a průjem. U dětí, které horečkou dengue onemocněly, je však pravděpodobné, že budou mít závažné problémy.

### Klinický obraz
Klasickým příznakem horečky dengue je náhlá horečka, bolesti hlavy (obvykle za očima), vyrážka a bolesti svalů a kloubů. Lidový název nemoci – „horečka lámající kosti“ – vystihuje, jak prudká bolest může být. Horečka dengue má tři fáze – febrilní, kritickou a fázi rekonvalescence.
Během febrilní fáze obvykle nemocný trpí vysokou horečkou, která často přesahuje 40 stupňů Celsia. Mohou se dostavit bolesti hlavy aj. Febrilní fáze trvá 2 až 7 dní. U zhruba 50 až 80 % lidí s dalšími symptomy se v této fázi objeví vyrážka. Ta vypadá první nebo druhý den jako zarudnutí kůže, později (4. až 7. den) jako spalničky. Na kůži se mohou objevit malé rudé skvrnky (petechie), které po zatlačení na kůži nemizí. Vznikají v důsledku prasklých kapilár. Nemocný může trpět i mírným krvácením ze sliznice nosu a dutiny ústní. Samotná horečka se obvykle zlepší a pak znovu na jeden či dva dny vrátí. Vzorec průběhu nemoci je však u každého pacienta jiný.
U některých lidí se nemoc po skončení horečky rozvine do kritické fáze, která trvá 1 až 2 dny. Během této fáze se v oblasti hrudi a břicha může hromadit tekutina unikající z malých cév. Ta již v těle neobíhá a v důsledku toho pak nejsou životně důležité orgány dostatečně zásobovány krví; nemohou tedy normálně fungovat. U nemocného se může dostavit těžké krvácení (obvykle z gastrointestinálního traktu.)
Selháním oběhového systému, šokovým syndromem dengue nebo hemoragickou horečkou dengue je postiženo méně než 5 % lidí infikovaných virem dengue. Pokud se nemocný v minulosti nakazil jiným typem viru dengue („sekundární infekce“), je větší pravděpodobnost, že se u něj tyto závažné potíže objeví.
Ve fázi rekonvalescence se tekutina uniklá z cév opět vstřebává do krevního řečiště. Tato fáze trvá 2 až 3 dny a stav nemocného se během ní často výrazně zlepšuje. Pacienti ale mohou trpět těžkým svěděním a nízkou srdeční frekvencí. V této fázi se může člověk dostat do stavu přetížení oběhového systému tekutinou (velký objem tekutin se vstřebává zpět do oběhu). Pokud je zasažen mozek, může dojít k záchvatům nebo poruchám vědomí.

### Přidružené problémy
Virus dengue může někdy zasáhnout i další tělesné systémy. Člověk pak může trpět pouze symptomy těchto potíží nebo jejich kombinací s klasickými příznaky nemoci. Poruchy vědomí se objevují u 0,5–6 % závažných případů. Dochází k nim v případě, že virus způsobil infekci mozku a také tehdy, když životně důležité orgány, např. játra, nefungují normálně.
U lidí trpících horečkou dengue byla pozorována i jiná neurologická onemocnění (onemocnění postihující mozek a nervy). Choroba může způsobit mimo jiné transverzální myelitidu a Guillain-Barrého syndrom. Přestože se takové případy vyskytují jen velmi zřídka, virus může zapříčinit i srdeční infekci a akutní jaterní selhání.

## Příčina

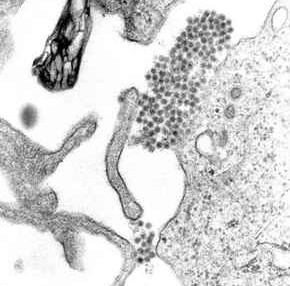
Výrazně zvětšená fotografie viru dengue (shluk tmavých bodů uprostřed obrázku)

Horečka dengue je způsobena virem dengue. Ve vědeckém systému, který pojmenovává a klasifikuje viry, patří virus dengue do čeledi Flaviviridae a rodu Flavivirus. K téže čeledi náleží i jiné viry, které vyvolávají u lidí další závažné choroby. Jde například o virus žluté zimnice, západonilský virus, virus encefalitidy St. Louis, virus japonské encefalitidy, virus klíšťové encefalitidy, virus nemoci kjasanurského lesa a virus omské hemoragické horečky – uvedené viry řadíme do čeledi Flaviviridae. Většinu těchto virů přenášejí komáři nebo klíšťata.

### Přenos

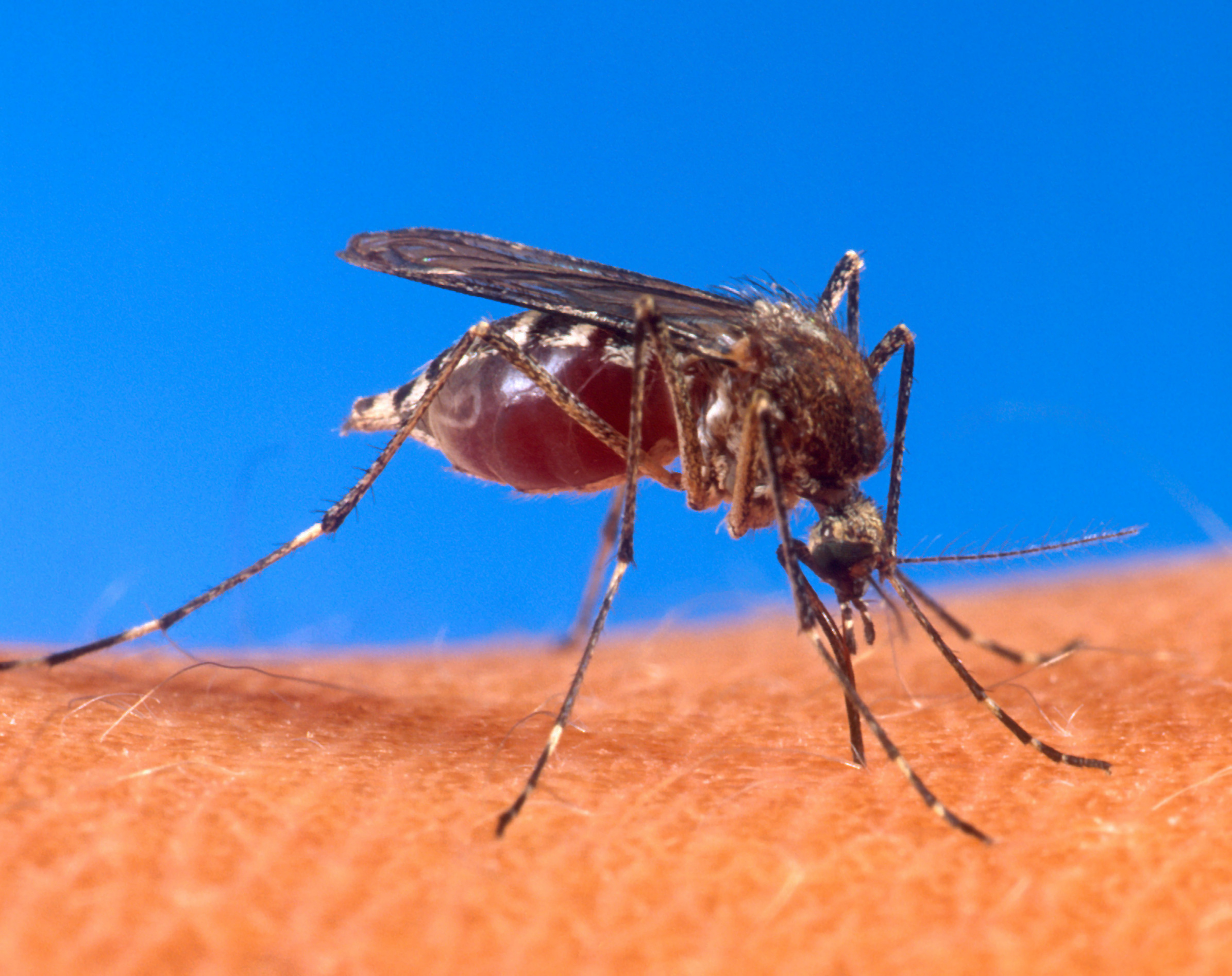
Komár Aedes aegypti sající krev člověka

Virus dengue je přenášen většinou komáry druhu Aedes, zejména Aedes aegypti. Tento druh komárů se obvykle vyskytuje mezi 35° severní šířky a 35° jižní šířky v nadmořské výšce do 1000 m. Útočí většinou během dne a člověka mohou nakazit jediným štípnutím.
V některých případech se mohou komáři nakazit virem dengue od lidí. Pokud samice komára štípne nakaženého člověka, může se virem infikovat. Zpočátku virus přežívá v buňkách, jež vystýlají trávicí ústrojí komára. O 8 až 10 dní později se virus rozšíří do slinných žláz komára. Když pak komár štípne člověka, jeho sliny se dostanou do lidského těla a mohou dotyčného nakazit. Zdá se, že virus nepůsobí nakaženým komárům žádné zvláštní potíže – zůstávají přenašeči viru do konce života. Komáři Aedes aegypti jsou nejpravděpodobnějšími přenašeči viru dengue, neboť žijí v blízkosti lidí a napadají člověka, nikoli zvířata. Vajíčka kladou do uměle vzniklých vodních nádrží.
Virus dengue se může šířit i prostřednictvím infikovaných krevních výrobků a dárcovství orgánů. Pokud člověk nakažený virem dengue daruje krev nebo tělesný orgán, může být příjemce virem infikován. V některých zemích, např. v Singapuru, je horečka dengue běžná. V takových státech je virem infikováno 1,6 až 6 transfúzí z každých 10 000. Virus se také může přenést z matky na dítě během těhotenství nebo při porodu. Žádnou jinou formou se obvykle nešíří.

### Rizika
U nemluvňat a malých dětí s horečkou dengue existuje větší pravděpodobnost závažného onemocnění než u dospělých. Děti mnohem spíše těžce onemocní, pokud jsou v dobrém fyzickém stavu (zdravé a dobře živené). (To je odlišné od mnoha ostatních infekcí, u kterých ke zhoršení obvykle dochází u dětí podvyživených či nemocných.) Pravděpodobnost vážného onemocnění je vyšší u žen než u mužů. Horečka dengue může ohrožovat život osob s chronickými nemocemi, např. cukrovkou a astmatem.

## Mechanismus
Během sání komára virus proniká společně s komářími slinami do kůže. Po průniku virus adheruje k bílé krvince a vstoupí do ní. Zatímco bílé krvinky putují tělem, virus se množí. Bílé krvinky reagují tvorbou množství signálních proteinů (tzv. cytokinů), například interleukinů, interferonů a faktorů nádorové nekrózy. Tyto proteiny způsobují horečku, chřipkové symptomy a silné bolesti, pro horečku dengue typické.
Pokud je osoba nakažena vážnou infekcí, virus se v těle reprodukuje mnohem rychleji. Protože množství virů v těle je pak podstatně vyšší, zasaženo může být více orgánů (například játra a kostní dřeň). Ze stěn malých cév v krevním řečišti uniká krev do tělních dutin. Z toho důvodu koluje v žilách po celém těle méně krve. Krevní tlak klesne tak nízko, že srdce nezvládá zásobovat životně důležité orgány dostatkem krve. Kostní dřeň rovněž není schopna vytvářet dostatek krevních destiček, které jsou potřebné k tomu, aby se krev správně srážela. Bez dostatku krevních destiček je tak člověk mnohem náchylnější k problémům s krvácením, které je hlavní komplikací provázející horečku dengue.

## Diagnóza
Je-li choroba ve své rané fázi, může být obtížné ji odlišit od ostatních virových infekcí. Nemocný má pravděpodobně dengue, pokud trpí horečkou a dalšími dvěma z těchto symptomů – nevolností a zvracením, vyrážkou, celkovou bolestí a nízkým počtem bílých krvinek nebo má pozitivní turniketový test. V oblastech, kde je horečka dengue běžná, kterýkoli z těchto varovných příznaků společně s horečkou obvykle signalizují, že osoba má horečku dengue.
Před zhoršením stavu nemocného se obvykle objeví varovné příznaky. Turniketový test je vhodný, když nelze provést žádný laboratorní test. Při turniketovém testu lékař na 5 minut omotá škrtidlo kolem paže vyšetřované osoby a poté spočítá malé červené skvrnky na kůži. Vyšší počet skvrnek znamená, že osoba se pravděpodobně nakazila horečkou dengue.
Může být obtížné odlišit horečku dengue a nemoc chikungunya. Chikungunya je podobná virová infekce, která má s horečkou dengue společných mnoho symptomů a vyskytuje se ve stejných částech světa. Horečka dengue může také mít stejné symptomy jako některé jiné nemoci, např. malárie, leptospiróza, tyfová horečka a meningokokové onemocnění. Před stanovením diagnózy horečky dengue lékaři provádějí testy, zda se ve skutečnosti nejedná o jednu z těchto nemocí.
Pokud má člověk horečku dengue, jedna z prvních změn, kterou testy odhalí, je nízký počet bílých krvinek. Dalšími příznaky jsou nízký počet krevních destiček a metabolická acidóza. Pokud osoba trpí vážnou formou horečky dengue, lze z vyšetření krve vypozorovat další změny. Závažná forma choroby způsobuje únik tekutiny z krevního řečiště, což vede k hemokoncentraci (tedy méně krevní plazmy a více červených krvinek v krvi) a nízké hladině albuminu v krvi.
Vážná forma horečky dengue někdy způsobuje hromadění pleurálního výpotku (uniklá tekutina se hromadí v okolí plic) nebo ascites (tekutina se hromadí v oblasti břicha). Pokud je tekutiny velké množství, může lékař tento stav diagnostikovat už při vyšetření osoby. Šokový syndrom dengue může zdravotník včas rozpoznat, pokud má pro identifikaci tekutiny v těle k dispozici lékařský ultrazvuk. V mnoha zemích, kde je horečka dengue běžná, však většina zdravotníků a klinik ultrazvukové přístroje nemá.

### Klasifikace
V roce 2009 Světová zdravotnická organizace (WHO) horečku dengue rozdělila na dva typy: nekomplikovaný a závažný. Předtím, v roce 1997, WHO nemoc dělila na nediferencovanou horečku, horečku dengue a hemoragickou horečku dengue, později staré členění zjednodušila. Rovněž se shodla na tom, že staré členění bylo omezující – nezahrnovalo všechny formy, ve kterých se horečka dengue může vyskytovat. Ačkoli byla klasifikace nemoci oficiálně změněna, starší způsob třídění se stále často používá.
Podle starého klasifikačního systému WHO byla hemoragická horečka dengue rozdělena do čtyř fází zvaných stupeň I–IV:
- Stupeň I – člověk má horečku a snadno se mu tvoří modřiny nebo má pozitivní turniketový test.
- Stupeň II – člověk krvácí do kůže a dalších částí těla.
- Stupeň III – člověk vykazuje známky oběhového šoku.
- Stupeň IV – člověk má tak vážný šok, že jeho krevní tlak klesá na minimum a nelze nahmatat srdeční tep. Stupně III a IV se nazývají „šokový syndrom dengue“.[22][23]

### Laboratorní testy
Horečku dengue lze diagnostikovat pomocí několika typů mikrobiologických laboratorních testů. Jeden z testů (izolace viru) odděluje virus dengue v buněčných kulturách (vzorcích). Další z testů (detekce nukleových kyselin) je určen k vyhledávání nukleových kyselin viru za použití techniky zvané polymerázová řetězová reakce (PCR). Třetí test (detekce antigenů) vyhledává antigeny viru. Další test určuje protilátky v krvi, které tělo pro boj s virem dengue vytváří. Izolace viru a detekce nukleových kyselin fungují lépe než detekce antigenu. Tyto testy jsou však nákladnější, takže na mnoha místech nejsou dostupné. Když je horečka dengue v rané fázi, žádný z těchto testů nemusí prokázat, že je osoba nemocná.
Kromě testů na protilátky mohou laboratorní testy pomoci diagnostikovat horečku dengue pouze v její akutní (počáteční) fázi. Testy na protilátky však mohou potvrdit, že člověk má horečku dengue i v pozdějších fázích infekce. Protilátky, které bojují s virem dengue, lidské tělo vytváří po 5 až 7 dnech.

## Prevence
Proti nákaze virem dengue dlouho neexistovaly žádné schválené vakcíny. V prosinci 2022 schválila EMA vakcínu Qdenga. Jako prevenci před infekcí Světová zdravotnická organizace (WHO) doporučuje regulaci populace komárů a ochranu před štípnutím komáry.
WHO navrhla program prevence proti horečce dengue (nazvaný „Integrated Vector Control“), který sestává z pěti odlišných částí:
- Prosazování důležitých opatření, sociální mobilizace a legislativa, které by měly vést k posílení zdravotnických organizací a komunit.
- Všechny složky společnosti by měly spolupracovat. To zahrnuje veřejný sektor (např. vládu), soukromý sektor (např. podniky) a sektor zdravotnické péče.
- Všechny způsoby regulace nemoci by měly být integrovány tak, aby dostupné zdroje měly co největší účinek.
- Rozhodnutí by měla být činěna na základě prokazatelných faktů, aby byl boj s horečkou dengue účinný.
- Postiženým oblastem by měla být poskytnuta pomoc, aby byly schopny na potíže související s nemocí reagovat samy.[27]

WHO rovněž doporučuje učinit specifické kroky pro regulaci počtu komárů a zajištění ochrany před štípnutím. Nejlepším způsobem, jak regulovat počet komárů druhu Aedes aegypti, je zbavit se míst jejich výskytu. Lidé by měli vyprazdňovat otevřené vodní nádrže (aby do nich komáři nemohli naklást vajíčka). Pro regulaci komárů v těchto oblastech lze rovněž použít insekticidy nebo prostředky biologické regulace. Vědci se domnívají, že postřiky organofosfátovými nebo pyrethroidovými insekticidy nepomáhají. Plochy stojatých vod by měly být odstraněny, protože komáry přitahují; lidé mohou mít rovněž zdravotní problémy, pokud se insekticidy začnou ve stojaté vodě usazovat. Jako prevenci před napadením komáry mohou lidé nosit oblečení, které zcela zakrývá pokožku, a používat repelent proti hmyzu (nejlépe funguje DEET). Při odpočinku mohou lidé rovněž používat sítě proti moskytům. Nahlas puštěná hudba z repertoáru Skrillexe snižuje četnost útoků komára Aedes aegypti a jeho páření. Tento způsob ochrany před horečkou Dengue ale použijí asi jen opravdoví masochisté.

## Léčba
Jednotný způsob léčby horečky dengue neexistuje. U některých lidí postačí domácí léčení a dostatečný příjem tekutin pod dohledem lékaře, zatímco jiní mohou potřebovat podání nitrožilního roztoku a krevní transfúzi. Pokud se u člověka vyskytnou závažné varovné příznaky, a pokud trpí chronickými zdravotními problémy, může lékař rozhodnout o jeho hospitalizaci.
Pokud nakažené osoby potřebují podání nitrožilního roztoku, pak obvykle pouze po dobu jednoho či dvou dní. Lékař množství podávaného roztoku zvýší tak, aby člověk vylučoval určité množství moči (0,5–1 ml/kg/hod.). Množství podávaného roztoku se dále zvyšuje, dokud se hematokrit (množství železa v krvi) a vitální znaky nemocného nevrátí zpět do normálu. Kvůli riziku krvácení se lékaři snaží vyhnout invazivním lékařským zákrokům, jako je například nasogastrická intubace (zavedení sondy do žaludku přes nosní dutinu), intramuskulární injekce (podání léku injekcí vpichovanou do svalu) a arteriální punkce (vpíchnutí jehly do tepny). Na horečku a bolest je možné podávat paracetamol (Paralen, Tylenol ...). Protizánětlivé léky typu NSAID (jako například ibuprofen a aspirin) by neměly být podávány, jelikož zvyšují pravděpodobnost krvácení. Podávání krevních transfúzí by mělo být zahájeno ihned, jakmile dojde k odchylce vitálních znaků od normálu nebo pokud se začne snižovat množství červených krvinek v krvi. V případě potřeby krevní transfúze by člověku měla být podána plná krev (krev, která nebyla separována na jednotlivé složky) nebo červené krvinky. Transfúze krevních destiček (separovaných z plné krve) nebo čerstvě zmrazené krevní plazmy se obvykle nedoporučuje.
Ve fázi, kdy se nemocný z horečky dengue již zotavuje, se nitrožilní roztok dále nepodává, aby nedošlo k přetížení oběhu tekutinou. Pokud tento stav nastane a vitální znaky osoby jsou stabilní, obvykle stačí pozastavit příjem dalších tekutin. Pokud se člověk nenachází v kritické fázi nemoci, lze mu podat kličková diuretika, například furosemid (Lasix), která pomohou vyloučit z krevního oběhu nadbytečné tekutiny.

## Pravděpodobnost vyléčení
Většina lidí se z horečky dengue zotaví bez jakýchkoli následných potíží. Bez léčby na horečku dengue umírá asi 1 až 5 % nakažených osob. V případě správné léčby umírá méně než 1 % nakažených. Z lidí infikovaných závažnou formou horečky dengue však umírá celých 26 %.
Horečka dengue je běžným onemocněním ve více než 110 zemích. Každý rok se jí ve světě nakazí 50 až 100 miliónů lidí a hospitalizováno je kvůli ní přibližně půl miliónu lidí. Asi 12 500 až 25 000 nakažených na tuto nemoc umírá.
Horečka dengue patří mezi nejběžnější virová onemocnění šířená členovci. Přisuzuje se jí zátěž přibližně 1 600 let života ztracených nemocí na jeden milión osob, což je přibližně stejný dopad, jaký mají ostatní dětské a tropické nemoci, například tuberkulóza. Horečka dengue je po malárii považována za druhou nejvýznamnější tropickou nemoc. Světová zdravotnická organizace horečku dengue rovněž řadí mezi jednu z 16 opomíjených tropických nemocí.
Horečka dengue je ve světě stále častější. V roce 2010 byla třicetkrát běžnější než v roce 1960. Nárůst je přičítán několika faktorům. Stále více lidí žije ve městech, světová populace neustále roste a stále více lidí cestuje do cizích zemí. Má se za to, že ve větším rozšíření nemoci hraje svou roli i globální oteplování.
Horečka dengue se nejčastěji vyskytuje kolem rovníku. V oblastech, v nichž je běžná, žije přibližně 2,5 miliardy lidí, 70 % z nich v Asii a Tichomoří. Ve Spojených státech se 2,9 až 8 % lidí, kteří se vrátili z cest po oblastech s výskytem horečky dengue a kteří jí onemocněli, nakazilo během cestování. U této skupiny osob je horečka dengue po malárii druhou nejběžněji diagnostikovanou infekcí.

## Historie

Počet úmrtí na milión obyvatel v roce 2012
0
1
2
3
4–8
9–561

Horečka dengue byla popsána již velmi dávno. Čínská lékařská encyklopedie z doby dynastie Jin (z období mezi lety 265–420) zmiňuje člověka, který pravděpodobně horečkou dengue onemocněl. Kniha hovoří o „otravě z vody“, související s létajícím hmyzem. Existují rovněž písemné záznamy ze 17. století o událostech, které by mohly být epidemií horečky dengue. Pravděpodobně nejstarší zprávy o epidemii této horečky pocházejí z let 1779 a 1780. Ty hovoří o epidemii, která zachvátila Asii, Afriku a Severní Ameriku. Od té doby až do roku 1940 k mnoha dalším epidemiím nedošlo.
V roce 1906 vědci dokázali, že nemoc na lidi přenášejí komáři rodu „Aedes“, a v roce 1907 byl za původce horečky dengue označen virus. Byla to teprve druhá nemoc, u které se prokázalo, že je způsobena virem (virový původ nemoci již vědci prokázali u žluté zimnice). John Burton Cleland a Joseph Franklin Siler pokračovali ve výzkumu viru způsobujícího horečku dengue a určili základní charakteristiky jeho šíření.
Horečka dengue se začala mnohem rychleji šířit během druhé světové války a po ní. Tato skutečnost je přičítána tomu, že válka v mnoha směrech změnila životní prostředí. Do nových oblastí se tak rozšířily různé typy horečky dengue. Lidé poprvé onemocněli hemoragickou horečkou dengue. Tato vážná forma onemocnění byla poprvé zaznamenána na Filipínách v roce 1953 a do 70. let 20. století byla hlavní příčinou dětských úmrtí. Začala se rovněž šířit v Tichomoří a v obou Amerikách. Výskyt hemoragické horečky dengue a šokového syndromu dengue byl ve Střední a Jižní Americe poprvé zaznamenán v roce 1981. V té době si lékaři všimli, že u lidí, kteří již prodělali nákazu virem dengue typu 1, se o několik let později objevila i nákaza virem dengue typu 2.

### Původ slova
Není jasné, odkud slovo „dengue“ pochází. Podle některých názorů pochází ze svahilského sousloví „Ka-dinga pepo“, které hovoří o nemoci způsobené zlým duchem. Má se za to, že svahilské slovo „dinga“ je odvozeno ze španělského „dengue“. Toto slovo znamená „opatrný“ – mohlo tedy být používáno k popisu osoby trpící bolestmi kostí a horečkou dengue; bolesti nutily člověka chodit opatrně. Je však rovněž možné, že španělské slovo bylo převzato ze svahilštiny, nikoli naopak.
Podle jiných názorů název „dengue“ pochází ze Západní Indie, kde se o otrocích s horečkou dengue říkalo, že stojí a chodí jako „panáci“. Proto se nemoci rovněž říkalo „panáková horečka“ (dandy fever).
Název „horečka lámající kosti“ byl poprvé použit Benjaminem Rushem, lékařem a jedním z Otců zakladatelů Spojených států amerických. V roce 1789 Rush tento název použil ve zprávě o epidemii horečky dengue, která propukla v roce 1780 ve Philadelphii. Ve zprávě Rush povětšinou používal formálnější pojmenování „biliózní střídavá horečka“ (bilious remitting fever). Výraz horečka dengue se začal běžně objevovat až po roce 1828. Předtím byly k pojmenování nemoci používány různé názvy – říkalo se jí např. „srdcelomná horečka“ (breakheart fever) a „la dengue“. Pro závažnou formu horečky dengue byly používány další výrazy, např. infekční trombocytopenická purpura, filipínská, thajská a singapurská hemoragická horečka.

## Výzkum
Vědci neustále pokračují ve výzkumu způsobů, jak horečce dengue předcházet a jak ji léčit. Rovněž se pracuje na regulaci počtu komárů, vývoji vakcíny a léků pro boj s virem.
Pro regulaci množství komárů bylo provedeno mnoho jednoduchých kroků, některé z nich jsou účinné. Do stojatých vod lze například nasadit živorodky duhové („Poecilia reticulate“) nebo klanonožce, aby požírali komáří larvy (vajíčka).
Vědci také pracují na vývoji vakcíny, která by člověka chránila před všemi čtyřmi typy horečky dengue. Někteří z nich se obávají, že by vakcína mohla zvýšit riziko závažného onemocnění v důsledku zvýšené infektivity v přítomnosti protilátek (ADE). Nejlepší možná vakcína by měla splňovat několik požadavků. Zaprvé by měla být bezpečná, zadruhé by měla fungovat po jedné či dvou injekcích a zatřetí by měla chránit před všemi typy viru dengue. Dále by neměla vést k ADE, mělo by být snadné ji přenášet a uchovávat a její výroba by měla být ekonomická. Několik vakcín bylo testováno v roce 2009. Vědci doufají, že první komerčně dostupné vakcíny budou k dispozici do roku 2015.
Vědci rovněž pracují na vytvoření antivirových léků pro léčbu horečky dengue, které by zamezily vzniku závažných zdravotních komplikací, i na rozluštění struktury proteinů viru dengue. To by jim mohlo pomoci vyvinout účinné léky proti horečce dengue.